# والریو ماستاندرئا
والریو ماستاندرئا (ایتالیایی: Valerio Mastandrea؛ زادهٔ ۱۴ فوریهٔ ۱۹۷۲) بازیگر اهل ایتالیا است.

## گزیدهٔ نقش‌آفرینی‌ها

### سینما
- دیابولیک: تو کی هستی؟ (۲۰۲۳)
- مکان (۲۰۱۷)
- غریبه‌های تمام‌عیار (۲۰۱۶)
- گل (۲۰۱۶)
- صورت یک فرشته (۲۰۱۴)
- پازولینی (۲۰۱۴)
- نه (۲۰۰۹)
- اتوبوس شب (۲۰۰۷)
- بی‌خیالش (۲۰۰۷)
- طبقه ۱۷ (۲۰۰۵)
- مردم رم (۲۰۰۳)
- لانه (۲۰۰۲)
- فردا (۲۰۰۱)
- بوی شب (۱۹۹۸)

### تلویزیون
- بی‌خیالش (۲۰۰۹)

## جوایز
وی در سال‌های ۲۰۱۰ و ۲۰۱۳ برندهٔ جایزه دیوید دی دوناتلو بهترین بازیگر مرد شده‌است.